# Chryseida burksi
Chryseida burksi är en stekelart som beskrevs av Zerova 1980. Chryseida burksi ingår i släktet Chryseida och familjen kragglanssteklar.
Artens utbredningsområde är Costa Rica. Inga underarter finns listade i Catalogue of Life.